# PP助手
PP助手是一款同时支持iOS及Android设备的管理工具，可以免費下載App Store上的软件、游戏。同時還支持壁纸、铃声的下載與替換。PP助手名稱來源自苹果apple两个PP。
2015年10月14日，PP助手全球首发iOS 9完美越狱工具。
2020年2月28日起，PP助手正式下线iOS版产品，包括PP助手iOS版、PP助手PC版等。